# Rovagnate
Rovagnate (lombardul: Rovagnaa) település Olaszországban, Lombardia régióban, Lecco megyében. Lakosainak száma 2932 fő (2013. december 31.). Rovagnate Castello di Brianza, Montevecchia, Olgiate Molgora, Perego, Santa Maria Hoè és Sirtori községekkel határos.

## Népesség
A település lakossága az elmúlt években az alábbi módon változott:

| 2013 | 2 932 |